# Dean Martin
Dean Martin (narozen jako Dino Paul Crocetti, 7. června 1917, Steubenville – 25. prosince 1995 Beverly Hills) byl italskoamerický zpěvák, herec a televizní bavič. Byl jedním z nejznámějších umělců 50. a 60. let. Mezi jeho nejznámější songy patří „Memories Are Made Of This“, „That's Amore“, „Everybody Loves Somebody“, „Mambo Italiano“, „Sway“, „Volare“ nebo „Ain't That a Kick in the Head“.

## Život
Dean Martin se narodil jako Dino Paul Crocetti v Steubenville v Ohiu. Jeho rodiči byli Gaetano Crocetti, povoláním holič, a italoameričanka Angela Barraová. Dean sám mluvil do pěti let pouze italsky.
Střední školu opustil proto, že byl podle svých vlastních slov chytřejší než učitel. Poté se živil různě, pašoval alkohol, byl krupiérem, psal vtipy, nebo dokonce boxoval ve welterové váze. V 15 letech byl boxerem, kterému se říkalo "Kid Crocett." Z tohoto sportu si Dean odnesl zlomený nos, neustále rozseknutý ret, mnohokrát zlomené články prstů (to když nebyly povoleny boxerské rukavice).
Mladý Martin sice nějaký ten zápas vyhrál, ale výdělek to byl příliš malý. A tak se svým spolubydlícím Sonny Kingem (také zpěvák) pořádali boxerská utkání, ve kterém bojovali, dokud jeden z nich nebyl knokautovaný, a lidé si za tuhle podívanou platili.
Nakonec Dean Martin boxu zanechal. Pracoval jako krupiér v ilegálním kasinu, které se nacházelo za obchodem s tabákem, kde také začínal jako skladník. Ve stejné době už začíná zpívat s místní kapelou. Sám si nechává říkat "Dino Martini" (po známém operním pěvci Nino Martinim). Pak dostal svou první zlomovou práci pro orchestr Ernieho McKaye. Jeho hudební vnímání hodně ovlivňoval Bing Crosby, Harry Mills a mnoho dalších. Na začátku 40. let začíná zpívat s orchestrem Sammyho Watkinse, samotný lídr kapely ho pak přesvědčil, aby si jméno změnil na Dean Martin.
V září 1941 se Martin oženil s Elizabeth Anne McDonaldovou, s níž měl 4 děti (manželství skončilo rozvodem v roce 1949). Martin během 40. let spolupracoval s různými "bandy". Pomalu vylepšoval svůj pěvecký styl a úroveň. V roce 1943 se seznamuje s úspěšným Frankem Sinatrou. Aby rychle zbohatnul a zaplatil dluhy, opakovaně prodává své akcie, některé dluhy ale dokáže vyřešit svým šarmem a přátelskostí.
Poté byl odveden do U. S. Army během druhé světové války a rok (1944-1945) v Akronu v Ohiu. Jenže byl brzy uznán nezpůsobilým (zřejmě následkem dvou kýl, kvůli kterým byl i operován) a byl z armády propuštěn.
V roce 1946 je Martin už relativně dobrým muzikantem, je něčím lepším než jen zpěvákem z nočního klubu, podobně jako Bing Crosby. Mohl zahájit tažení přes kluby a hrát tam, ale on se nechal inspirovat mužem s obrovskou popularitou, Frankem Sinatrou.

## Kontakty s mafií
Jedna z biografií o Deanu Martinovi Dean Martin: King of the Road (Král ulice) od Michaela Freedlanda ho viní ze styků s mafií. Podle této knihy Martinově pěvecké kariéře napomohla chicagská mafie, když mu umožnila vystupovat v barech, které v tomto městě vlastnila. Na oplátku - už jako hvězda - uváděl tyto bossy ve svých show. Těmito šéfy mafie měli být Tony Accardo a Sam Giancana.
Autor knihy také tvrdí, že Martin cítil malou loajalitu a sympatie k mafii a že to, co pro tyto lidi dělal a oni pro něho, byla jen malá laskavost. FBI prý chytla mafiána, který spřádal plány na zranění nebo zabití Martina, protože jim prý nebyl dostatečně vděčný. Jiná kniha, The Animal in Hollywood (Zvířata v Hollywoodu) od Johna L. Smitha, zobrazuje Deana Martina a jeho přátelství s mafiánskými gangstery Johnnym Rosellim a Anthonym Fiatem. Anthony dělal Martinovi spoustu laskavostí, třeba mu pomohl dostat zpátky peníze od dvou podvodníků, kteří ošidili Deanovu ex-manželku Betty Martinovou o víc než tisíc dolarů výživného. Jeho dcera Deana Martinová se také přátelila s bossem Peterem Licavolim.

## Spolupráce s Jerrym Lewisem

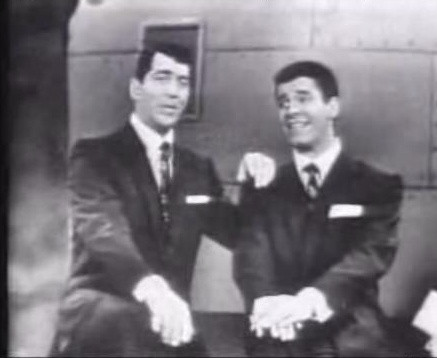
Jerry Lewis a Dean Martin v jedné ze svých velkých show

Martin přitahoval pozornost studia Metro-Goldwyn-Mayer a Columbia Pictures, ale smlouva s Hollywoodem se nechystala. Stále ještě objížděl kluby a zpíval, než poznal mladého komika jménem Jerry Lewis v Glass Hat Club v New Yorku, kde oba muži vystupovali. Martin a Lewis navázali pevné přátelství, které vedlo k jejich další umělecké spolupráci, když spolu utvořili hudebně komediální duo. Někdo je dokonce přezdíval The Organ Grinder and the Monkey (Flašinetář a opice).
Martin a Lewis oficiálně společně debutovali v Atlantic City v 500 Club 24. července 1946, ale nebyli zrovna moc úspěšní. Majitel klubu je varoval, že pokud příští noc nepřijdou s něčím lepším, vyhodí je. A tak předělávali své vtípky, dohadovali se o změnách, až jim nakonec nezbylo nic jiného než improvizovat. Dean zpíval a Jerry přišel oblečen jako uklízeč nádobí, který rozbíjel talíře a nechával za sebou spoušť. Dělali prostě všemožné taškařice a vtípky, které jim přišly na mysl. Tentokrát je publikum odměnilo smíchem. Jejich úspěch vedl k sérii dobře placených vystoupení podél východního pobřeží.
Seriál v rádiích začal v roce 1949, ve stejném roce podepsali Martin a Lewis smlouvu s Paramountem na natočení filmu My Friend Irma .
Martinovi se moc zalíbil New York, byl jím přímo nadchnutý. Měl rád Kalifornii, ale tam byla častá zemětřesení, proto tu nebylo moc vysokých budov. Trpěl ale klaustrofobií, snad nikdy nejel výtahem, takže vyběhnout schody na Manhattan nebyla žádná legrace.
Ačkoli se stávali postupně obrovsky vytíženými filmovými hvězdami, Hollywood je pořád nechtěl ani vidět. Oba byli výborní umělci, a to, že byli dobří přátelé, z nich dělalo kompaktní duo.
Martin a Lewis bylo nejoblíbenější umělecké duo v 50. letech v Americe, i když tlak veřejnosti byl velký. Hodně kritiků podceňovalo Deanovo zpívání a jeho příspěvek do teamu, ten jim ale v pozdějších letech mohl ukázat, jak hluboce se mýlili.
Jerry se v těchto chvílích zastával a veřejně říkal, že bez Deana by nemělo jejich vystupování smysl. Jenže všechny tyto kruté komentáře kritiků a slova jejich producenta, který chtěl změnit pořád stejnou tvář této dvojice ve filmech, vedlo k obrovské frustraci Deana Martina. Ten ztratil chuť do práce a rozhádal se i s Jerrym Lewisem. Definitivně se tedy rozešli v roce 1956, deset let od jejich prvního vystoupení.
Lewis neměl problém se udržet na filmovém výsluní sám. Martin byla stále populární jako zpěvák, ale s postupně stále populárnějším rock and rollem začínala Martinova hvězda pohasínat.

## Sólová kariéra
Stále ještě není ve svých rolích jistý, ale Martin chce být známý jako opravdový herec. Coby hlavní představitel se objevil v roce 1957 ve filmu The Young Lions, kde hrál rád, protože se mohl učit od takových hvězd jako Marlon Brando nebo Montgomery Clift. Martin nahradil Tonyho Randalla v podobných velkých rolích a byl to pro něho šťastný comeback. Úspěch mohl pokračovat vedle hvězdného Franka Sinatry, poprvé v dramatu vysoce uznávaného Vincenta Minelliho Some Came Running. Během poloviny 60. let to byla spousta filmů, nahrávání a nočního života, zatímco Lewisova filmová kariéra poklesla.
Martin byl skvělý v roli Dudeho ve snímku Rio Bravo, režírovaný Howardem Hawksem, kde také zářil John Wayne a Ricky Nelson. S Waynem znovu spolupracoval ve filmu The Sons of Katie Elder, nepřesvědčivě obsazeni jako bratři.
Martin jako zpěvák kopíruje styl Binga Crosbyho nebo Parryho Comoa než najde svůj vlastní, který nesčetněkrát později ukazuje ve vystoupeních se Sinatrou a Crosbym. V letech, kdy řádí Beatles, nahrává stovky alb a přes 600 písní. Představuje svůj hit Everybody Loves Somebody, tak trochu omráčený Beatlesáckým A Hard Day's Night, hit číslo jedna v USA 1964. Martin měl také rád Elvise Presleyho a country. V roce 1965 vydává alba The Hit Sound Of Dean Martin, Welcome To My World a Gentle On My Mind, které byly složeny v duchu populárního country a westernu.
Martin hostil country vystoupení v jeho TV show a byl nazvaný "mužem roku" podle Country Music Association v roce 1966.
Netrvalo dlouho a Martin byl jeden z nejznámějších umělců v Las Vegas. Ale trávil také hodně času se svou rodinou, s druhou manželkou Jeanne.
Jeho otisk byl zvěčněn v Graumanském čínském muzeu v roce 1964.

## Rat Pack
Jak Deanova kariéra rostla, on a Frank Sinatra se stávali víc a víc přáteli. Na konci 50. a na začátku 60. let se Frank a Dean přátelili také s Joem Bishopem, Peterem Lawfordem nebo Sammy Davisem Jr., a tak společně s nim založili legendární uměleckou skupinu Rat Pack. Zajímavostí je, že takhle jim začala říkat až veřejnost, oni chtěli jméno poněkud prozaičtější než "Smečka krys", jak se dá tento anglický název přeložit.
Tito muži spolu točili filmy a oficiálně byli kulturním seskupením, ale nemůžeme ani přehlédnout politický podtext, když si Lawford vzal Patricii Kennedyovou, sestru prezidenta J.F. Kennedyho.
Rat Pack byl legendární hlavně v Las Vegas, kde často nečekaně vystupovali. Například, když se měli Dean, Frank a Sammy objevit v Sands hotelu, někteří návštěvníci spali ve svých autech před hotelem, jen aby viděli tyto tři muže. Jejich umělecké počiny, věčně ve smokingu samozřejmě, se skládaly ze zpívání ve dvou, ve třech, hraní scének, nebo různých vtípků. V sociálně nabitých 60. letech se jejich vtipy točili okolo dospělých témat, jako Frankovo neslavné sukničkářství, nebo Deanovo legendární pití, stejně jako Sammyho množství výdajů za jeho rasu a náboženství. Davis skvěle praktikoval judaismus a jidišské fráze, což vyznívalo hrozně vtipně a mělo to u obecenstva úspěch. Uměli si zkrátka udělat legraci sami ze sebe a přitom měli navzájem mezi sebou respekt. Rat Pack se hlavě zasadil o integraci v Las Vegas. Davis se totiž snažil o pomyslné otevření dveří afroamerickým umělcům. A tak tam, kde měl zakázáno se objevit pro jeho pleť Sammy, nebyli ani Frank s Deanem.
Posmrtně o nich byl dokonce natočen film od HBO s názvem "The Rat Pack".

## 60. a 70. léta
V roce 1965 měl Martin svou vlastní show na NBC, kde si vytvořil image bezstarostného bohéma. Zval si sem své známé a přátele, jakými byli třeba Frank Sinatra nebo Bing Crosby. Neopomíjel se obklopovat krásnými ženami, které využíval pro své zdvořilostní poznámky.
Jeho TV show byla velkým hitem. Dean neměl rád zkoušky, věřil, že jeho nejlepší výkon je ten první. Uvolněný formát pořadu pobízel k chytré improvizaci, a to jak Deana, tak účinkujících. V případě nutnosti byl schopný pronést pár poznámek v italštině a díky obscénnostem přicházely naštvané listy od italsky mluvících diváků. To vyvolalo malou válku mezi Martinem a cenzory NBC. Jenže pořad byl často mezi Top desítkou.
Martin měl pověst pijana, ale dokázal být i disciplinovaný. I když byl sebevíc vytížený, pořád se vracel k dětem a manželce. Během 70. let jeho TV show stále měla kladné ohlasy a ačkoli byl maximálně v Top 40 zpěváků, točil desky, které se dost dobře prodávaly. Měl rád také golf, a tak ve volném čase chodíval hrávat.
Přestože měl enormní úspěch, odkláněl se Martin od televize. Poslední sezóna jeho pořadů byla v roce 1973-74. Znovu pokračovala pod novým názvem až v roce 1984. V následujícím období Dean Martin natáčel desky pod hlavičkou Reprise Records. Poslední album u Reprise natočil v roce 1978, které se jmenovalo Once In A While (Jednou za čas).
V roce 1975 ve filmu Mr. Ricco hrál svou poslední velkou roli a omezil svá vystoupení v Las Vegas. Martin teď prožívá krizi středního věku. V roce 1972 se rozvedl se svou druhou manželkou Jeanne. Ještě téhož roku si vzal 26letou Catherine Hawnovou. Rozvedli se v roce 1976. Pak už se Martin neoženil. Měl tak 8 dětí, čtyři s první Elizabeth (Betty) Anne McDonaldovou, tři s druhou Jeanne Bieggerovou a s poslední Catherine jedno, které bylo adoptované.
Znovu se na jevišti sešel s Jerrym Lewisem v roce 1976. Svedl je znovu dohromady Frank Sinatra a ti dva se usmířili.

## Poslední roky
V 80. letech ještě Dean Martin ztvárnil pár menších rolí ve filmu. Martinův život se začal hroutit 21. března 1987, kdy zemřel jeho syn Dean Paul při letecké havárii. Nechtělo se mu už vystupovat, nad vodou ho ale držel stále jeho kamarád Frank Sinatra, Martin měl totiž tendence začít zase pít.
Jejich poslední vegasovské vystoupení bylo v roce 1989, kde vystupoval Dean i s Jerrym Lewisem k Martinovým 72. narozeninám. V televizi se naposledy objevil v show na počest Sammyho Davise Jr. v roce 1990. Martin tu tak neoficiálně ukončil kariéru.
Dean už ve svém věku trpěl bolestmi kvůli rozedmě plic. V září 1993 byla diagnostikována rakovina plic. Držel se raději v soukromí, nakrátko se objevil na veřejnosti až při svých 77. narozeninách. Nemoci postupně přibývaly, problémy s ledvinami, dokonce i Alzheimerova choroba.
Dean Martin zemřel na selhání dýchacích cest ve svém domě ráno v 1. den vánoční roku 1995. Do poslední chvíle se o něho starala jeho exmanželka Jeanne. Na jeho počest v Las Vegas pohasla na chvíli světla. V roce 2005 tam po něm pojmenovali jednu zdejší ulici.
Po jeho smrti bylo ještě vydáno několik alb s jeho největšími hity. A jeho písně zazněly i v počítačové hře Mafia II a Fallout: New Vegas

## Diskografie

### Capitol Records
- 1953 Dean Martin Sings
- 1955 Swingin' Down Yonder
- 1955 Dean Martin
- 1957 Pretty Baby
- 1959 Sleep Warm
- 1959 A Winter Romance
- 1960 This Time I'm Swingin'!
- 1961 I Can't Give You Anything But Love
- 1962 Dino! Italian Love Songs
- 1962 Cha Cha de Amor
- 1964 Hey, Brother, Pour the Wine

### Reprise Records
- 1962 French Style
- 1963 Dino Latino
- 1963 Country Style
- 1963 Dean "Tex" Martin Rides Again
- 1964 Dream with Dean
- 1964 Everybody Loves Somebody
- 1964 The Door Is Still Open to My Heart
- 1965 Holiday Cheer
- 1965 (Remember Me) I'm the One Who Loves You
- 1965 Dean Martin Hits Again
- 1965 Houston
- 1966 Somewhere There's a Someone
- 1966 The Hit Sound of Dean Martin
- 1966 The Best of Dean Martin
- 1966 The Dean Martin Christmas Album
- 1966 Songs From The Silencers
- 1966 The Dean Martin TV Show
- 1967 Happiness Is Dean Martin
- 1967 Welcome to My World
- 1968 Gentle on My Mind
- 1969 I Take a Lot of Pride in What I Am
- 1970 My Woman, My Woman, My Wife
- 1971 For the Good Times
- 1972 Dino
- 1973 Sittin' on Top of the World
- 1973 You're the Best Thing That Ever Happened to Me
- 1978 Once in a While

### Live desky
- 1964 Live at the Sands Hotel
- 2005 Live from Las Vegas

## Filmografie
- My Friend Irma (1949)
- My Friend Irma Goes West (1950)
- At War with the Army (1950)
- That's My Boy (1951)
- Sailor Beware (1952)
- Jumping Jacks (1952)
- Road to Bali (1952) (portrét)
- The Stooge (1952)
- Scared Stiff (1953)
- The Caddy (1953)
- Money from Home (1953)
- Living It Up (1954)
- 3 Ring Circus (1954)
- You're Never Too Young (1955)
- Artists and Models (1955)
- Pardners (1956)
- Hollywood or Bust (1956)
- Ten Thousand Bedrooms (1957)
- The Young Lions (1958)
- Some Came Running (1958)
- Rio Bravo (1959)
- Career (1959)
- Who Was That Lady? (1960)
- Bells Are Ringing (1960)
- Ocean's Eleven (1960)
- Pepe (1960) (portrét)
- All in a Night's Work (1961)
- Ada (1961)
- Something's Got to Give (1962) (nedokončeno)
- Sergeants 3 (1962)
- The Road to Hong Kong (1962) (portrét)
- Who's Got the Action? (1962)
- 38-24-36 (1963)
- Come Blow Your Horn (1963)
- Toys in the Attic (1963)
- 4 for Texas (1963)
- Who's Been Sleeping in My Bed? (1963)
- What a Way to Go! (1964)
- Robin and the 7 Hoods (1964)
- Kiss Me, Stupid (1964)
- The Sons of Katie Elder (1965)
- Marriage on the Rocks (1965)
- The Silencers (1966)
- Texas Across the River (1966)
- Murderers' Row (1966)
- Rough Night in Jericho (1967)
- The Ambushers (1967)
- How to Save a Marriage and Ruin Your Life (1968)
- Bandolero! (1968)
- 5 Card Stud (1968)
- Dům sedmi rozkoší (1969)
- Airport (1970) s Jacqueline Bissetovou
- Something Big (1971)
- Showdown (1973)
- Mr. Ricco (1975)
- The Cannonball Run (1981)
- Cannonball Run II (1984)